# Chimonobambusa szechuanensis
Chimonobambusa szechuanensis är en gräsart som först beskrevs av Alfred Barton Rendle, och fick sitt nu gällande namn av Keng f. Chimonobambusa szechuanensis ingår i släktet Chimonobambusa och familjen gräs. Inga underarter finns listade i Catalogue of Life.